# Bộ Phát triển Nông thôn (Campuchia)
Bộ Phát triển Nông thôn  là bộ của chính phủ Campuchia chuyên quản lý sự phát triển của các vùng nông thôn Campuchia. Bộ này đặt trụ sở tại Phnôm Pênh.